# Nyikolaj Iljics Kamov
Nyikolaj Iljics Kamov (oroszul: Hиколай Ильич Камов; Irkutszk, 1902. szeptember 14. – Moszkva. 1973. november 24.) orosz nemzetiségű szovjet repülőgéptervező, vezetésével a Kamov-tervezőirodában fejlesztették ki a Ka típusjelű helikopterek sorát.

## Korai évek
1902. szeptember 14-én született Irkutszkban. Szülei tanárok voltak. Irkutszkban végezte el a helyi kereskedelmi iskolát. Már diákként élénk érdeklődést mutatott a repülés iránt. Kora híres repülőinek irkutszki bemutatóit rendszeresen megnézte. A kereskedelmi iskola után Tomszkba ment, ahol beiratkozott a Tomszki Technológiai Főiskolára. Későbbi pályája szempontjából jelentős hatással volt rá a főiskolán padtársa, az I. világháború nyugati frontjának egyik híres pilótája, Hariton Szlavorosszov.
1923-ban végzett a főiskolai tanulmányaival, majd Moszkvába ment, és a német Junkers cég helyi üzemében kezdett el dolgozni lakatosként. 1927-ben kora egyik meghatározó repülőgép-konstruktőre, a főleg hidroplánokkal foglalkozó Grigorovics maga mellé vette a tervezőirodájába. A munka mellett, szabadidejében Kamov egy autogiró kifejlesztésén dolgozott. Az Oszoaviahim anyagi támogatásával elkészítette a Kaszkr–I és a Kaszkr–II „Krasznij Inzsenyer” autogirókat. Kamov közben ideje egyre nagyobb részét töltötte az autogirók fejlesztésével.
1931-ben a politikai felső vezetés számára sikeres bemutatót tartottak az autogirókkal, amelynek nyomán Kamov munkáját elismerve, az akkortájt a repülőgép építés központjának számító Központi Aero- és Hidrodinamikai Intézet (CAGI) munkatársa lehetett. A CAGI-ban Kamov egy autogirókkal foglalkozó kis tervezőcsoport vezetője lett. 1936-ban átszervezték a CAGI-t, ennek során a repülőgéptervező csoportokat a 156. sz. repülőgépgyár mellett működő KB–3 tervezőirodába olvasztották, amelynek vezetője Andrej Tupoljev lett. Kamov az új szervezeti keretek között is maradt az autogirók tervezésénél.
1937-ben az általa tervezett A–7 autogiro lezuhant, ezért el kellett hagynia Tupoljev irodáját. Másfél évet a „Kaganovics” Fékberendezések Gyárában dolgozott. 1939-en sikerült visszakerülnie a Tupoljev Tervezőirodához, és folytathatta az A–7-el elkezdett munkáját. Az A–7–3 változatból kis példányszámú sorozat készült, ezeket a második világháború első éveiben be is vetették. 1940-ben Kamovnak sikerült elérnie, hogy egy kizárólag autogirókkal foglalkozó üzemet állítsanak fel Moszkva mellett. Az üzemben kezdetben az A–7 gépek javítása folyt, és elkezdték az AK típusjelű autogiro építését.
A front közeledtével az üzemet az Urál északi vidékére evakuálták, azonban 1943-ban felszámolták. Kamov ezt követően Moszkvába ment, ahol tudományos munkával foglalkozott, elkészítette a disszertációját, könyveket és jegyzeteket írt, valamint a Moszkvai Repülési Főiskolán dolgozott. Az elméleti munka mellett egyik munkatársával, B. N. Jurjevvel egy egyrotoros helikoptert tervezett, amelyet a tervezőiről JurKa-nak neveztek. A terv azonban nem valósult meg.

## A Ka-sorozat
A számos sikertelen autogiró-terv után Kamov számára a háború utáni időszak hozta meg az igazi sikereket. 1946-ban sikerült megbízást szereznie a Szovjet Haditengerészettől egy kisméretű helikopter megtervezésére. 1948-ra megépítették a Ka–8 típusjelet kapott kisméretű egyszemélyes helikoptert, amely már a Kamov-konstrukciókra jellemző koaxiális rotorral volt felszerelve, még abban az évben Tusinóban, a szokásos éves légiparádén be is mutattak. A Ka–8 sikeres szereplését követően a kormányzat a gép sorozatgyártásáról határozott, és Kamov számára létrehozták az OKB–2 tervezőirodát. Az iroda kezdetben Moszkvában működött. 1951-ben átköltözött Tusinóba, majd 1955-ben Kamov visszatért oda, ahol a háború előtt az első autogiró-üzemét létrehozta, a Moszkva közelében található Uhtomszkba. Az OKB–2-vel együtt dolgozó gyártóüzem a 938-as számot kapta.
A Ka–8-t az először 1949. augusztus 30-án repült Ka–10 követte, amelyet a haditengerészetnek építettek futár-feladatok ellátására. 1953. április 4-én repült először a már kétszemélyes Ka–15, amelyet polgári és katonai változatban is gyártotta. Egyik változata, a külön típusjelet kapott Ka–18 már négy személy szállítására volt alkalmas. Kamov 1952-től dolgozott a Ka–22 konvertiplánon, amely többéves fejlesztőmunka után csak 1959-ben repült. A 37 tonnás felszállótömegű Ka–22-ből a prototípuson kívül további három készült még a Taskenti Repülőgépgyárban, de a program csak kísérleti stádiumban maradt. Az 1950-es évek elején kezdte el a Kamov vezette tervezőiroda a gázturbinás Ka–25 hajófedélzeti helikopter tervezését, amely az iroda első nagy sorozatban gyártott és sikeres típusa lett. A Szovjet Haditengerészet a típust a hadihajókon elsősorban tengeralattjáró-vadász feladatokra alkalmazta, de több speciális alváltozatát is kialakították. Az 1960-as évek második felében a Kamov Tervezőiroda kifejlesztette a Ka–26 többcélú helikoptert, amely polgári és katonai változatban is készült. Kamov 1972-ben kapott megbízást a Ka–25 továbbfejlesztésére. A később Ka–27 néven ismertté vált helikopter tervezésének első fázisaiban még részt vett, de első repülését már nem érhette meg, Nyikolaj Iljics Kamov 1973. november 24-én elhunyt. 1992-től az uhtomszki gyár Kamov nevét viseli.